# Gilson do Amaral
Gilson do Amaral, ou simplesmente Gilsinho  (Américo Brasiliense, 4 de abril de 1984), é um ex-futebolista brasileiro que atuava como atacante.

## Carreira
Gilsinho iniciou a sua carreira como jogador de futebol profissional no Marília, em 2003. Ainda passou por Ituano, São Bento, América e Paulista antes de rumar para o futebol asiático. Lá, defendeu o Jubilo Iwata por quatro temporadas. No início de 2012, foi contratado pelo Corinthians.

### Sport
Em 11 de julho de 2012 acertou com o Sport assinou o contrato que vai até dezembro de 2013.

### Ventforet Kofu
Acertou com o Ventforet Kofu em 2013.

### Grêmio Osasco
Em 2015 acertou sou volta ao Brasil pelo Grêmio Osasco Audax time da primeira divisão do campeonato paulista.

### FC Gifu
Sem grades atuações pelo Grêmio Osasco Audax ele deixo o time brasileiro pra voltar a jogar no futebol japonês pelo FC Gifu.

### São José
Em 2021 foi contratado pelo São José-RS.

## Títulos
Ituano
- Série C do Brasileiro: 2003

Jubilo Iwata
- Copa da Liga Japonesa: 2010
- Copa Suruga Bank: 2011

Corinthians
- Copa Libertadores da América: 2012[3]

Atlético Goianiense
- Campeonato Brasileiro Série B: 2016
- Campeonato Goiano: 2019

Vila Nova
- Campeonato Brasileiro - Série C: 2020

### Artilharias
- Copa da Liga Japonesa de 2010: 5 gols